# Ensemble de Lancement Vega
ELA-1, kort för Ensemble de Lancement Ariane 1, är en raketuppskjutningsramp vid Centre Spatial Guyanais i Franska Guyana. Det har använts för att hantera uppskjutningar av Europa-raketen Ariane 1, Ariane 3 och används för närvarande för att starta Vega raketer.

## Historik
CECLES byggdes på 1960-talet för Europa II raketer. Endast en uppskjutning av en Europa II genomfördes från denna ramp. Rampen monterades ner och byggdes om för att kunna skjuta upp Ariane 1raketer. Samtidigt bytte den namn till ELA 1. Fram till 1989 sköts även Ariane 2 och 3 upp från denna ramp. Idag (2008) bygger man om rampen för att kunna skjuta upp Vega och rampen har nu ändrat namn till ELV.